# يوهانس فينكلر
يوهانس فينكلر (بالألمانية: Johannes Winkler)‏ هو مهندس فضاء جوي ومهندس ألماني، ولد في 29 مايو 1897 في Pokój ‏ في بولندا، وتوفي في 27 ديسمبر 1947 في براونشفايغ في ألمانيا بسبب الأمراض الدماغية الوعائية.